# Cyperus insularis
Cyperus insularis là loài thực vật có hoa trong họ Cói. Loài này được Heenan & de Lange mô tả khoa học đầu tiên năm 2005.